# Nivelles
Nivelles (in vallone Nivele, in neerlandese Nijvel) è una città belga di circa 25 000 abitanti nel Brabante Vallone (Vallonia), situata sul fiume Thines.
La città si è sviluppata attorno al monastero femminile fondato attorno al 650 dalla moglie di Pipino di Landen, santa Itta, e del quale fu prima badessa Gertrude, loro figlia. Fu gravemente danneggiata nel 1940, durante la seconda guerra mondiale, ma venne accuratamente ricostruita.
Questo comune ha ospitato l'omonimo circuito di Formula 1 presente nel calendario nel 1972 e nel 1974.

## Monumenti e luoghi d'interesse
- Collegiata di Santa Gertrude. È il più insigne monumento cittadino e uno dei migliori esempi di architettura romanica in Belgio. Sainte-Gertrude venne costruita a partire dal VII secolo e in gran parte realizzata nell'XI: nella sacrestia è anche conservato il tesoro, con i resti della cassa di santa Gertrude, capolavoro dell'arte orafa.